# Cantó de Pinhan

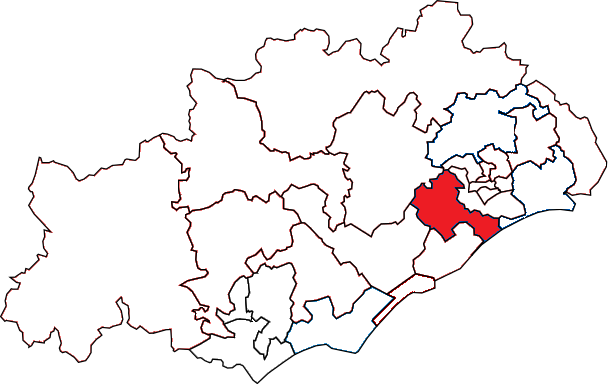
Situació del Cantó de Pinhan a l'Erau

El cantó de Pinhan és un cantó francès del departament de l'Erau, a la regió d'Occitània. Forma part del districte de Montpeller, té 8 municipis i el cap cantonal és Pinhan.

## Municipis

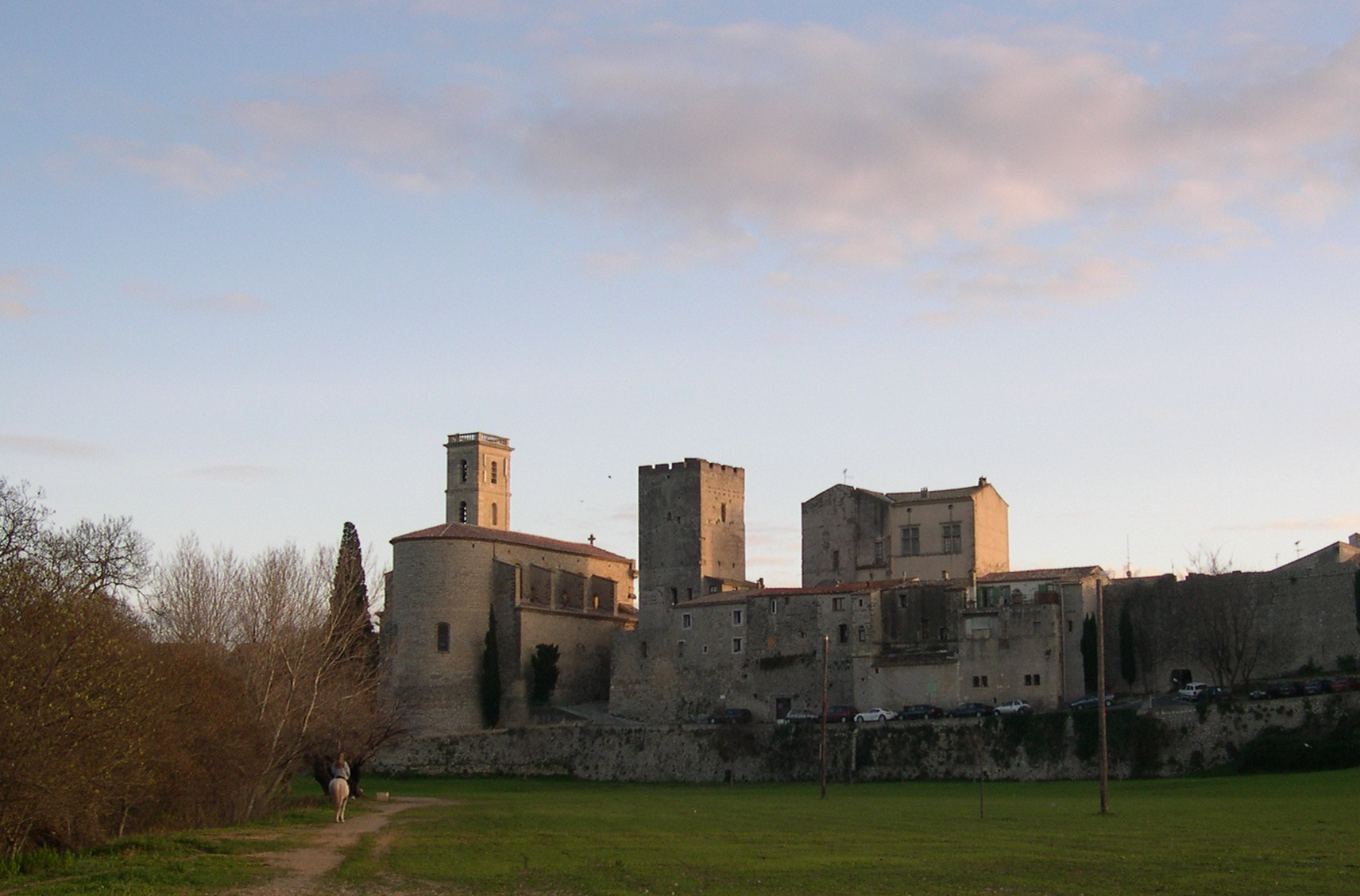
L'església de Santa Crotz i les muralles de Cournonterral

- Cornonsec
- Cornonterral
- Fabregas
- Mervièlh de Montpelhièr
- Pinhan
- Çaussan
- Sant Jòrdi d'Òrcas
- Vilanòva de Magalona